# Ryan McGivern
Ryan McGivern (Newry, 8 gennaio 1990) è un calciatore nordirlandese, difensore del Newry City.

## Carriera
Cresciuto nelle giovanili del Manchester City, la carriera di McGivern si è sviluppata soprattutto in prestito: dopo un'annata scarsa di soddisfazioni al Morecambe Football Club, gioca con poca continuità anche nel Leicester. Nel 2010 fa il suo esordio in Premier League nel Manchester City, nella gara contro il Sunderland.
Nella stagione 2011/12 gioca in prestito, prima al Crystal Palace e poi al Bristol City. Le buone prestazioni non gli permettono la riconferma, con il City che lo riprende in rosa, per poi girarlo in prestito all'Hibernian: in Scozia gioca forse la maglior stagione della carriera, diventando ben presto uno dei pilastri della squadra scozzese. A fine stagione, scadutogli il contratto con i Citizens, passa a titolo definitivo agli Hibs.

## Palmarès

### Club

#### Competizioni giovanili
- FA Youth Cup: 1

Manchester City: 2007-2008

#### Competizioni nazionali
- Coppa d'Inghilterra: 1

Manchester City: 2010-2011
- Campionato nordirlandese: 1

Linfield: 2020-2021